# Primnoa resedaeformis
Primnoa resedaeformis är en korallart som först beskrevs av Gunnerus 1763.  Primnoa resedaeformis ingår i släktet Primnoa och familjen Primnoidae. Enligt den svenska rödlistan är arten starkt hotad i Sverige. Arten förekommer i Götaland. Artens livsmiljö är havet. Inga underarter finns listade i Catalogue of Life.